# Louis Pierre Nolasque de Balbes de Berton de Crillon
Louis Pierre Nolasque de Balbes de Berton de Crillon, né le 11 décembre 1742 à Paris, mort le 29 avril 1806 à Paris, est un officier des armées royales, puis député aux États-Généraux et émigré.

## Biographie
Issu d'une famille originaire du Comtat Venaissin, un des États pontificaux, il est le fils de Louis Des Balbes de Berton de Crillon, duc (pontifical) de Crillon, duc (espagnol) de Mahon (1717-1796), le frère de François Félix Dorothée de Berton des Balbes de Crillon (1748 - 1820) ; le demi-frère de Louis Antoine François de Paule de Berton des Balbes de Crillon, duc de Mahon.

### États de service
Le 1er mars 1748, il obtient une compagnie de dragons au régiment de Septimanie, alors qu’il n’a que six ans. Réformé avec ce régiment, il est affecté avec tous les officiers à la citadelle de Montpellier. Il est nommé capitaine en 1757 au régiment d'Apchon dragons, et il reste employé à l’état-major de l’armée pendant toute la guerre de Sept Ans. Il est nommé colonel aux grenadiers de France le 22 mai 1767, et il est fait chevalier de Saint-Louis en 1770. 
Le 4 août 1771, il est nommé colonel au régiment provincial de Montpellier. Il rejoint le 15 mai 1776, le régiment d’Agenois-infanterie, et le 11 novembre 1776, il est nommé mestre-de-camp commandant du régiment d’Aquitaine-infanterie. 
En 1782, il participe au siège de Mahon, que mène son père.
Le 10 novembre 1783, il devient chevalier de la Toison-d’Or, à la suite de la démission de son père.
Il est promu maréchal de camp le 1er janvier 1784. 
Le 4 avril 1789, il est élu député de la noblesse du bailliage de Troyes aux États généraux de 1789.  
Son mandat prévoit le vote par ordre, tout en l'autorisant à délibérer par tête, si ce vœu est adopté par deux tiers des députés nobles. Il rejoint donc la salle commune après l'ordre de Louis XVI du 27 juin 1789. 
Le 12 mai 1790, il refuse le commandement de la ville de Marseille, auquel le roi l’avait nommé, et il demande à la tribune de n’être envoyé que là où l’Assemblée nationale lui ordonnerait d’aller.  
Le 10 juin 1790, il présente à l'assemblée un rapport sur l'insubordination des troupes militaires, dont il demande la répression. Ce rapport est combattu par la gauche. Il présente ensuite encore d'autres rapports sur l'insubordination des troupes. 
Lors de la fuite du Roi en juin 1791, il proteste de son dévouement à l’Assemblée nationale. 
Il vote en faveur des assignats et contre le rattachement d'Avignon, la ville d'origine de sa famille, et du comtat Venaissin, à la France.  
En 1790, il est membre du Club de 1789, en 1791 du Club des Feuillants. 
Il est promu Lieutenant-général le 13 janvier 1792, mais doit démissionner en avril 1792, ne pouvant se faire obéir. Il émigre alors en Espagne, où réside son père. Le 23 avril 1795, il est radié de la liste des émigrés et obtient sa retraite militaire en 1798.
Il meurt à Paris le 28 avril 1806.
La maison de campagne qu'il possédait avec sa première épouse à Bagneux,  au numéro 10 rue d'Arcueil, aujourd'hui avenue Albert-Petit, en face la rue Saint-Étienne (rue Étienne-Dolet), est vendue en 1775 à Louis Bautray officier sur les grains

### Mariages et descendance
Il épouse le 27 octobre 1768 Marie Sophie Joséphine de La Briffe (1750-1770), fille de Louis Arnaud de La Briffe, vicomte de Barzy, et de Marie Madeleine Toinard. Veuf, il se remarie le 27 juin 1771 avec Angélique Madeleine Le Vallois de Mursay, fille de Charles-Philippe Le Vallois, marquis de Mursay et baron de Mauzé, et de Jeanne Suzanne Paris. Elle meurt en 1776. Du second mariage, est issue une fille :
- Emilie Louise Suzanne Berton des Balbes de Crillon (1774-1784)[4].